# Коллинз, Миша
Дми́трий «Ми́ша» Ко́ллинз (англ. Dmitri «Misha» Collins; род. 20 августа 1974, Бостон, Массачусетс) — американский актёр и режиссёр, наиболее известный благодаря роли Кастиэля в сериале «Сверхъестественное».

## Биография
Настоящее имя Коллинза — Дмитрий Типпенс Крашник. Родился 20 августа 1974 года в семье Ребекки Типпенс и Ричарда Эдварда Крашника. Рос в религиозной обстановке баптистов. У Миши есть брат Саша (род. 1976) и две сестры, Даниэль (род. 1985) и Элизабет (род. 1987). В детстве его семья жила очень бедно и Миша менял школу почти каждый год. Заканчивал школьное обучение он в 1992 году в одной из самых дорогих и элитных школ Америки — Нортфилдскую школе, расположенной на горе Хермон. Пока Миша учился, его дом сгорел.
В год после окончания школы он интересовался многими вещами, включая работу на Национальном публичном радио в 1995 году. Там Коллинз работал продюсером и творческим специалистом, отвечающим за создание рекламных слоганов, текстов и статей на шоу «Еженедельное издание». А во время учёбы в колледже он подрабатывал плотником и столяром, чтобы оплачивать обучение.
В юности Коллинз мечтал попасть в политику, даже стажировался в Белом доме при администрации Клинтона, но быстро понял, что это ему не подходит и выбрал карьеру актёра. Миша окончил университет Чикаго по специальности «Социология». Потом провёл несколько месяцев в Непале и Тибете, уединившись в монастыре. Он продолжает придерживаться этой традиции и в настоящее время, хотя теперь он просто остаётся в одиночестве около 10 дней.
Миша имеет английские, шотландские, ирландские, немецкие, еврейские и венгерские корни.

## Личная жизнь

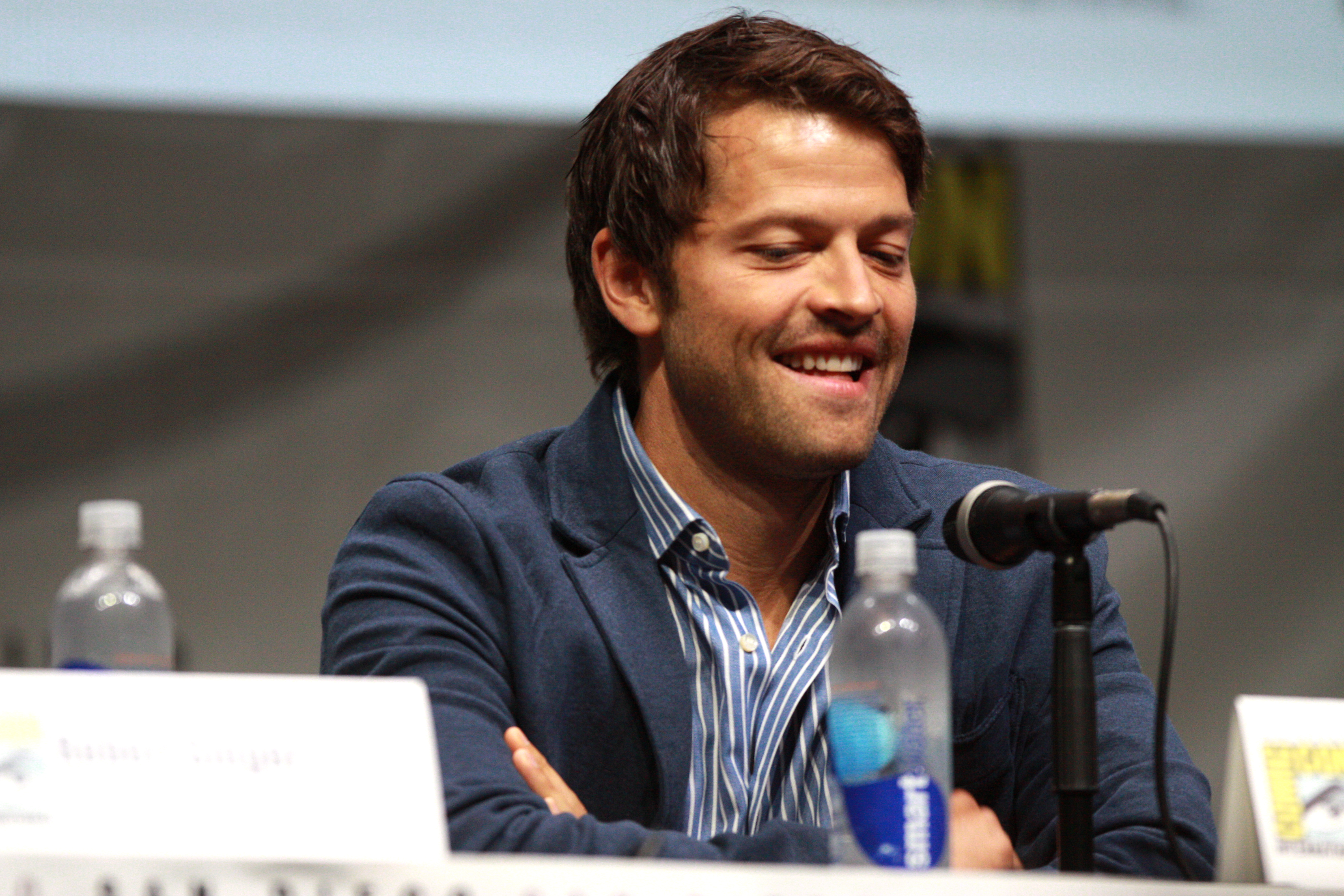
Миша Коллинз на San Diego Comic-Con International (2013)

6 октября 2001 года Коллинз женился на Виктории Ванточ в штате Мэн. У них есть сын Уэст Анаксимандр Коллинз (родившийся 23 сентября 2010 года) и дочь Мейсон Мари Коллинз (родившаяся 25 сентября 2012 года).
У Миши есть две черепахи по имени Drydraluxlaloud и Бонни Брай второй.
Коллинз является соучредителем и президентом «Random Acts», некоммерческой благотворительной организации, которая стремится завоевать мир «одним случайным актом доброты за раз». «Random Acts» финансирует и вдохновляет акты доброты во всем мире. Миша Коллинз также основал «Greatest International Scavenger Hunt the World Has Ever Seen» («GISHWHES») в 2011 году. Деньги за платную регистрацию направляются в «Random Acts». «GISHWHES» побил 8 рекордов Гиннесса.
В июле 2021 года Миша официально подтвердил информацию о разводе со своей женой Викторией. Об этом стало известно из его книги, которую Коллинз недавно опубликовал. Причины развода актёр не назвал.

### Актёр
Одна из самых крупных ролей Коллинза — роль Алексиса Дрейзе из первого сезона сериала «24 часа». В 2006 году Коллинз снялся в фильме «Карла», основанном на реальных событиях, где сыграл маньяка-убийцу Пола Бернардо, который вместе со своей супругой похитил и убил трёх молодых девушек. Фильм вызвал неоднозначную оценку в Канаде, поскольку показанные в нём преступления были всё ещё свежи в памяти населения. Кроме того, Коллинз снялся в таких сериалах, как «Скорая помощь», «C.S.I.: Место преступления», «Зачарованные» (где сыграл друга одной из главных героинь).
В 2008 году Коллинз был приглашён на роль ангела Кастиэля в сериале «Сверхъестественное». После своего появления в 12 сериях 4 сезона сериала в качестве приглашённой звезды Коллинз был введён в основной актёрский состав в 5 сезоне. Также появился в основном составе в 6 сезоне и оставался в нём до конца сериала. В 11 сезоне примерил роль Люцифера, вселившегося в Кастиэля. Коллинз выступил сценаристом и режиссёром веб-сериалов «TSA America: Level Orange», «Divine: The Series», а также был режиссёром 17 серии 9 сезона сериала «Сверхъестественное». В 2015 году Коллинз получил премию People Choice Awards в номинации «Любимый актёр научно-фантастического/фэнтези-сериала».

### Продюсер
- 2008 — «Loot»;
- 2011 — «Divine: The Series»;
- 2014 — «TSA America: Level Orange».

### Режиссёр
- 2010 — «Опасный незнакомец»;
- 2013 — «TSA America: Level Orange»;
- 2014 — «Сверхъестественное» — «Лекарство от всех проблем» (9 сезон 17 серия);
- 2014 — «Behind the Scenes of Supernatural: A Fan’s Perspective».

## Фильмография
| Год       |    | Русское название                    | Оригинальное название                      | Роль                            |
| --------- | -- | ----------------------------------- | ------------------------------------------ | ------------------------------- |
| 1998      | с  | Наследие                            | Legacy                                     | Эндрю                           |
| 1999      | с  | Зачарованные                        | Charmed                                    | Эрик Браг                       |
| 1999      | ф  | Высоты свободы                      | Liberty Heights                            | Парень (в титрах не указан)     |
| 1999      | ф  | Прерванная жизнь                    | Girl, Interrupted                          | Тони                            |
| 2000      | с  | Полиция Нью-Йорка                   | NYPD Blue                                  | Блэйк ДеВитт                    |
| 2001      | с  | Семь дней                           | Seven Days                                 | Сергей Чубайс                   |
| 2002      | с  | 24                                  | 24                                         | Алексис Дразен                  |
| 2002      | ф  | Par 6 (англ.)                       | Par 6                                      | Ал Хегельман                    |
| 2003      | ф  | Трогательный Алан                   | Moving Alan                                | Тони Дэррик                     |
| 2003      | ф  | В поисках дома                      | Finding Home                               | Дэйв                            |
| 2004      | ф  | The Crux (англ.)                    | The Crux                                   | Человек, висящий на верёвке     |
| 2005      | тф | Успей сделать это до 30-ти          | 20 Things to Do Before You’re 30           |                                 |
| 2005      | с  | C.S.I.: Место преступления          | CSI: Crime Scene Investigation             | Влад                            |
| 2005—2006 | с  | Скорая помощь                       | ER                                         | Брэт                            |
| 2006      | с  | Морская полиция: Спецотдел          | NCIS: Naval Criminal Investigative Service | Джастин Фэррис                  |
| 2006      | с  | Детектив Монк                       | Monk                                       | Михаил Карапов                  |
| 2006      | с  | Рядом с домом                       | Close to Home                              | Тодд Монро                      |
| 2006      | ф  | Карла                               | Karla                                      | Пол Бернардо                    |
| 2007      | с  | Без следа                           | Without a Trace                            | Честер Лэйк                     |
| 2007      | с  | C.S.I.: Место преступления Нью-Йорк | CSI: NY                                    | Мортон Брайт                    |
| 2007      | тф | Reinventing the Wheelers (англ.)    | Reinventing the Wheelers                   | Джои Виллер                     |
| 2008      | ф  | Невеста с того света                | Over Her Dead Body                         | Брайан                          |
| 2008—2020 | с  | Сверхъестественное                  | Supernatural                               | Кастиэль, Джимми Новак, Люцифер |
| 2008      | ф  | Кидалы                              | The Grift                                  | Бастер                          |
| 2009      | с  | Части тела                          | Nip/Tuck                                   | Мэнни Скеррит                   |
| 2010      | тф | Древнее пророчество                 | Stonehenge Apocalypse                      | Доктор Джейкоб Глэйсер          |
| 2011      | с  | Святой                              | Divine: The Series                         | Отец Кристофер                  |
| 2012      | с  | Двойник                             | Ringer                                     | Дилан Моррисон                  |
| 2017      | с  | Вне времени                         | Timeless                                   | Элиот Нэсс                      |
| 2023      | с  | Рыцари Готэма                       | Gotham Knights                             | Харви Дент / Двуликий           |

## Награды и номинации

### Награды
- 2011 — награда TV Guide Award[англ.] (Любимый сверхъестественный персонаж)
- 2012 — награда Constellation Awards[англ.] (Лучшая мужская роль в эпизоде фантастического телесериала)
- 2014 — награда Los Angeles New Wave International Film Festival US
- 2014 — награда People’s Choice Awards (Любимый ТВ-броманс: Джаред Падалеки, Дженсен Эклс, Миша Коллинз)
- 2015 — награда People’s Choice Awards (Любимый актёр научно-фантастического сериала)
- 2015 — награда Teen Choice Awards (Выбор ТВ: Лучшая химия — Дженсен Эклс и Миша Коллинз)

### Номинации
- 2010 — номинация Constellation Awards (Лучшая мужская роль в эпизоде фантастического телесериала)
- 2013 — номинация SFX Awards (Лучший телевизионный актёр)
- 2013 — номинация SFX Awards (Сексуальный мужчина)
- 2016 — номинация на People’s Choice Awards (Любимый актёр научно-фантастического сериала)
- 2016 — номинация на Teen Choice Awards USA (Любимый актёр научно-фантастического сериала)

### Рекорды
Внесён в Книгу рекордов Гиннесса за:
- «Величайшую охоту на мусор» — 14 580 человек (2012)[16];
- самое большое число обещаний, полученное в течение одной кампании — 92 596 (2012)[17];
- самую длинную цепь из английских булавок — длиной 1901,8 м (2013)[18].

Основанный Мишей «GISHWHES» побил 8 рекордов Гиннесса.

## Отзывы и рецензии на актёрскую работу Коллинза
- Персонаж Коллинза Кастиэль занял 9-е место в топе «Лучший новый телевизионный персонаж» по версии сайта TV.com[19].
- TV Squad также высоко оценили работу актёра, говоря о том, что Миша создал пугающе точный образ нечеловеческого существа, проделав огромную работу[20].
- Карла Петерсон («The San Diego Union-Tribune») назвала концепцию Кастиэля «гениальной», а актёра в роли Кастиэля «невероятным»[21].
- Критик Трейси Моррис посчитал, что игра Коллинза (Кастиэль / Джимми Новак) в серии «Вознесение» достойна «Эмми»[22].